# Акроостеолиза
Акроостеолиза (АО), фалангеална остеолиза је ерозија и деградација  кости у дисталним фалангама (прста или прстима) шаке или стопала. АО може бити узрокована основним инфламаторним стањем (инфекције, генетски поремећај и проблеми са ендокриним системом). 

## Етиологија
Акроостеолиза се често виђа код пацијената који имају одређена основна реуматска и инфламаторна стања, која укључу:
- дерматомиозитис,
- јувенилни идиопатски артритис,
- псоријатични артритис,
- Рејноов феномен,
- склеродерма,
- термичка повреда: екстремна хладноћа (промрзлине), екстремна топлота (опекотине, струја)
- булозна епидермолиза,
- порфирија
- лекови: фенитоин (јавља се код новорођенчади епилептичних мајки лечених фенитоином)
- васкуларна оклузија
- реактивни артритис

Акроостеолиза се такође јавља код:
- људи који су често употребљавали вибрационе електричне алата (као што су пнеуматске бушилице)
- људи који су били изложени поливинилхлориду,
- људи који су патили од повишеног нивоа паратироидног хормона (хиперпаратироидизам)
- пикнодисостоза,
- код гитариста (због биомехамичких промена).

Акроостеолиза, у неким случајевима (као што је код људи који имају инфламаторна стања као што су склеродерма или тешка Рајнодова болест), може бити праћена повезаним стањем познатим као дигитална исхемија. Овде ткиво не добија довољан проток крви, а може доћи до одумирања ћелија коже што резултује улцерацијама на екстремитетима. У другим случајевима, акро-остеолиза можда није повезана са дигиталном исхемијом.
Основни механизам ресорпције кости је углавном непознат, иако постоје неки докази за васкуларне промене које доводе до појачане остеокластичне активности. Иако се акроостеолиза може јавити као изолована идиопатска болест, њено присуство би требало да подстакне клиничара да добије циљану анамнезу и обави физички преглед како би потражио основну етиологију.
Претпоставља се да одређени образац акроостеолизе може указивати на основну етиологију, при чему се ресорпција чешће примећује код системске склерозе, исхемије, хиперпаратироидизма и неуролошких поремећаја, а деструкција дисталног интерфалангеалног зглоба се чешће примећује код инфламаторних болести, посебно псоријатични, артритис.
Досадашња литература углавном описује акроостеолизу код одрасле популације. Иако нека од стања повезаних са акро-остеолизом, као што су реуматолошке болести, могу обухватити старосне границе, приступ диференцијалној дијагнози може бити донекле другачији код педијатријских пацијената, при чему је мања вероватноћа да ће деца имати изложеност животној средини и тешку неуропатију, и већа је вероватноћа да ће имати основни генетски поремећај.  

## Клиничка слика
Најчешћи симптом је бол у прстима на рукама или ногама. Ако постоји повезана дигитална исхемија, може доћи и до промене боје или пуцања коже. 

## Дијагноза
Рендгенски снимци су златни стандард за откривање акроостеолизе. Описана су два радиографска обрасца акро-остеолизе:
- ресорпција терминалне фаланге (чешће)

- деструкција проксималног краја дисталне фаланге која узрокује трансверзалну остеолизу кроз њену осовину.

## Диференцијална дијагноза
Иако је акроостеолиза ретка, њено присуство би требало да подстакне клиничара да размотри диференцијалну дијагнозу засновану на клиничким карактеристикама и радиографском узорку. Генетски поремећаји су посебно релевантни у педијатријском окружењу, посебно ПХО и онима у породици скелетне дисплазије. Од реуматских болести, акро-остеолиза се може јавити код бројних системских поремећаја, али је најбоље описана у окружењу ПсА и ССц, од којих се оба могу јавити у детињству и имати друге манифестације тих стања. 
Други системски поремећаји које треба узети у обзир укључују хиперпаратироидизам и секундарни ХО у условима плућне или јетрене болести. 
Могу се узети у обзир стања која доводе до тешке сензорне неуропатије, иако је мања вероватноћа да ће се они срести у педијатријском окружењу. 
На крају, унилатерална акроостеолиза треба да подстакне клиничара да размотри спинални дисрафизам ако је присутан у доњем екстремитету, као и локалне факторе као што су траума или термичка повреда.

## Терапија
Лечење акроостеолизе се углавном односи на лечење основног стања. У случајевима када истовремено постоји акроостеолиза и смањен доток крви у екстремитете, могу се применити локална нега рана и третмани који могу повећати проток крв у оболелом екстремитету.